# Guy Ecker
Guy Frederick Ecker (São Paulo, 9 de febrero de 1959) es un actor brasileñoestadounidense.

## Biografía
Es el tercer hijo de los estadounidenses Marion y Bob Ecker; sus hermanos son Jon, Eve, Amy y Lia.
Tiene cuatro hijos: Jon-Michael Ecker (1983), que está siguiendo sus pasos en la actuación, y de su matrimonio actual Liam (2001), Sofía (2003) y Kealam (2006).
Habla los idiomas portugués, español e inglés.
El actor se dio a conocer en la telenovela colombiana La otra raya del tigre en 1993 y luego salto a la fama en la exitosa telenovela Café con aroma de mujer en 1994 junto con Margarita Rosa de Francisco. Después protagonizó La mentira en 1998 con Kate del Castillo  y Salomé  en 2001, al lado de Edith González. Posteriormente realizó la telenovela Heridas de amor, producida por Roberto Hernández en 2006.
En 2007, el actor participó en la película mexicana Artemio Arteaga y la santa hermandad, basada en un guion de Rodrigo Rosas y filmada en escenarios de los estados de Zacatecas, Oaxaca y el Distrito Federal. En 2009 participó en el proyecto de Univisión Vidas cruzadas, la primera webnovela de dicha cadena estadounidense, protagonizada junto con Kate del Castillo.
En 2013 regresa a las telenovelas mexicanas y protagoniza Por siempre mi amor interpretando al personaje Arturo de la Riva, junto con Susana González.
En 2015 estelarizó con Julián Gil la campaña publicitaria de Miller Lite: «Rivales».

## Trayectoria

### Televisión
- Parientes a la fuerza (2021), George Cruz[2]
- El recluso (2018), John Morris
- El señor de los cielos (2018-2020), Joe Navarro[3]
- Por siempre mi amor (2013-2014), Arturo de la Riva
- Rosario (2012-2013), Alejandro Montalbán
- Corazón apasionado (2012), Armando Marcano
- Eva Luna (2010-2011), Daniel Villanueva
- Heridas de amor (2006), Alejandro Luque Buenaventura
- Las Vegas (2003-2005), Luis Pérez
- Salomé (2001-2002), Julio Montesino
- La mentira (1998), Demetrio Asunzolo
- Guajira (1996-1997), Helmut Heidenberg
- Café con aroma de mujer (1994-1995), Sebastián Vallejo
- La otra raya del tigre (1993), Geo von Lengerke

### Webnovela
- Vidas cruzadas (2009), Daniel Aragón

### Cine
- Artemio Arteaga y la santa hermandad (2007)
- Night Terror Movie (1989)
- The devil Wears White (1986)
- Streets of Death (1986)
- Blood Money (1985)

## Premios y nominaciones

### Premios ACE
| Año  | Categoría                | Programa/telenovela     | Resultado |
| ---- | ------------------------ | ----------------------- | --------- |
| 1996 | Figura masculina del año | Café con aroma de mujer | Ganador   |

### Premios TVyNovelas (México)
| Año  | Categoría               | Programa/telenovela | Resultado |
| ---- | ----------------------- | ------------------- | --------- |
| 2007 | Mejor actor protagónico | Heridas de amor     | Nominado  |
| 2002 | Mejor actor protagónico | Salomé              | Nominado  |
| 1999 | Mejor actor protagónico | La mentira          | Nominado  |
| 1999 | Mejor actor juvenil     | La mentira          | Ganador   |

### Premios TVyNovelas (Colombia)
| Año  | Categoría               | Programa/telenovela     | Resultado |
| ---- | ----------------------- | ----------------------- | --------- |
| 1997 | Mejor actor protagónico | Guajira                 | Nominado  |
| 1995 | Mejor actor protagónico | Café con aroma de mujer | Ganador   |
| 1994 | Mejor actor protagónico | La otra raya del tigre  | Nominado  |

### Premios People en Español
| Año  | Categoría   | Telenovela | Resultado |
| ---- | ----------- | ---------- | --------- |
| 2011 | Mejor actor | Eva Luna   | Nominado  |